# Clubiona vachoni
Clubiona vachoni là một loài nhện trong họ Clubionidae.
Loài này thuộc chi Clubiona. Clubiona vachoni được George Newbold Lawrence miêu tả năm 1952.